# Sergio Alí Villamayor
Sergio Alí Villamayor (Formosa, Provincia de Formosa, Argentina; 4 de diciembre de 1989) es un atleta argentino integrante del Ejército Argentino con el actual grado de (Sargento 1ro) reconocido por obtener después de 68 años dos medallas, una en relevo masculino con emmanuel Zapata y la otra individual en los Juegos Panamericanos Lima 2019 y logrando de esta manera la clasificación a los Juegos Olímpicos de Tokio 2020 en la disciplina de pentatlón moderno. Es el primer atleta de su ciudad natal Formosa en participar en los juegos olímpicos en deportes individuales. 

Participó en los Juegos Olímpicos de Tokio 2020, donde finalizó en la posición 30 con 1324 puntos.

## Carrera

### Juegos Panamericanos
- Guadalajara 2011: puesto 16.[3]
- Toronto 2015: puesto 15.
- Lima 2019: puesto 3.
- Santiago 2023 puesto 9.

### Juegos Sudamericanos
- Santiago 2014: puesto 10.
- Cochabamba 2018: puesto 3.

## Palmarés deportivo
2012
- Suramericano de Buenos Aires:  Bronce en competencia individual

2016
- Suramericano de Buenos Aires:  Oro en competencia individual y oro relevos masculino

- Panamericanos de Buenos Aires:  Bronce en competencia en relevos masculino

2017
- Panamericanos de Santo Domingo:  Bronce en competencia individual y oro en  relevos mixto

2018
- Panamericanos de Lima:  plata en competencia en relevos mixto

- Juegos Suramericanos de Cochabamba:  Bronce en competencia individual

2019
- Juegos Panamericanos de Lima:  Bronce en competencia individual y relevos masculino

- Suramericano de Buenos Aires:  Oro en competencia en relevos masculino